# Bernard Lacombe
Bernard Lacombe (sinh 15 -8- 1952 tại Lyon và mất ngày 17 tháng 6 năm 2025) là tiền đạo huyền thoại người Pháp và của 2 câu lạc bộ nổi tiếng nhất nước Pháp là Olympique Lyonnais, Girondins Bordeaux.
Với 255 bàn tại Ligue 1 ông là tiền đạo ghi nhiều bàn thứ 2 tại Giải VDQG Pháp,chỉ sau Delio Onnis.

## Danh hiệu
- EURO 1984 với Pháp
- Vô địch Ligue 1 năm 1984, 1985 và 1987 với FC Girondins de Bordeaux
- Coupe de France năm 1973 với Olympique Lyonnais và năm 1987 với FC Girondins de Bordeaux
- Trophée des Champions năm 1973 với Olympique Lyonnais và 1987 với FC Girondins de Bordeaux
- 38 trận với đội tuyển Pháp (12 bàn)